# Jennifer Lopez mánia
Az Jennifer Lopez mánia (Fat Butt and Pancake Head) a South Park című rajzfilmsorozat 101. része (a 7. évad 5. epizódja). Elsőként 2003. április 16-án sugározták az Amerikai Egyesült Államokban.

## Cselekmény
|  | Alább a cselekmény részletei következnek! |

A South Park-i iskolában a gyerekek a latin-amerikai kultúráról tartanak előadásokat. Kyle biztos benne, hogy megnyeri a versenyt, de Cartman – egy kézfejére festett, „Jennifer Lopez” elnevezésű figura segítségével –a latin művészetekről hasbeszél, és noha az egész prezentáció alatt nyíltan a latin-amerikaiakat gúnyolja, sikeresen elnyeri Kyle elől az első díjat, egy 20 dolláros utalványt.
Cartman tovább bosszantja Kyle-t azzal, hogy szerinte Ms. Lopez önálló tudattal rendelkezik és tagadja a hasbeszélés tényét. A bevásárlóközpontban a pénzjutalmat egy videóklip forgatására költi el, melyben a bábuja énekel. A felvétel eljut egy lemezkiadóhoz, akik az új „tehetséget” látva kirúgják a valódi Jennifer Lopezt, aki ezen feldühödve vőlegényével, Ben Affleckkel együtt South Parkba utazik. Itt erőszakkal ráveszi Cartmant, hogy az abbahagyja a színjátékot, aki ebbe ijedten beleegyezik. Azonban az események alatt Ben Affleck meglátja Cartman bábuját és első látásra beleszeret.
Az epizód további részében Cartman egyre inkább elveszíti a kontrollt Ms. Lopez irányítása felett és álmatlanságban kezd szenvedni, mert a bábu a lemezszerződés miatt egész éjjel dalokat ír. A helyzetet bonyolítja, hogy Affleck is találkozgatni kezd a figurával, majd egyik reggelen Cartman arra ébred, hogy a színész meztelenül fekszik az ágyában. Ezután megtudja, hogy Affleck és Ms. Lopez már az esküvőt tervezgeti.
A valódi Jennifer Lopez ingerülten tudja meg az esküvő tényét és meg akarja ölni vetélytársát (így vele együtt Cartmant is), de a rendőrök még idejében ártalmatlanná teszik. A bábu mindenkit csendre int és elárulja az igazat: ő nem Jennifer Lopez, hanem egy Mitch Conner nevű szélhámos. Bocsánatot kér Afflecktől, amiért az érzelmeivel játszott, de elmondja, korábban ciántablettákat vett be, ezért hamarosan meghal és köddé válik.
Cartman azt mondja barátainak, hogy nem érdekli, ha azok nem hisznek neki, de szerinte rengeteg őrült dolog történt már a városban és állítja; ő is értetlenül áll az események előtt. Az őszintének tűnő vallomást hallva Kyle úgy dönt, hisz neki, mire Cartman nevetve gúnyolni kezdi őt, amiért végig sikerült átvernie. Az epizód legvégén Jennifer Lopez látható, aki egy étterem konyhájában dolgozik és közben az egyik munkatársának panaszkodik.

## Utalások
- Cartman kézfejére festett bábuja célzás a „The In-Laws” című 1979-es filmre, melyben az egyik szereplőnek, Garcia tábornoknak van egy hasonló játéka, amit Cartmanhez hasonlóan szintén valós személyként kezel. A bábu ezenkívül utalás lehet egy hasbeszélő, Señor Wences figurájára is.
- Mitch Conner halála előtti utolsó szavai („Vajon, álmodok majd?”) közvetlenül a 2010 – A kapcsolat éve című 1984-es filmből származnak.

## Érdekességek
- A Jennifer Lopez mánia első helyezést ért el a „27 legjobb South Park-epizód” listáján, melyet 2004 októberében hirdettek ki.[1] A epizód emellett 2005 októberében a „Cartman 25 »legsütibb« pillanata” szavazáson a nyolcadik lett[2] és a „South Park: The Hits - Volume I” című 2006-os DVD-re is felkerült.[3]

## Külső hivatkozások
- Jennifer Lopez mánia Archiválva 2008. szeptember 1-i dátummal a Wayback Machine-ben a South Park Studios hivatalos honlapon